# Husseren-Wesserling
Husseren-Wesserling  es una localidad y comuna francesa, situada en el departamento de Alto Rin, en la región  de Alsacia.

## Demografía
| 1100 | 1130 | 1023 | 947 | 919 | 971 |
| Para los censos de 1962 a 1999 la población legal corresponde a la población sin duplicidades (Fuente: INSEE [Consultar]) |      |      |     |     |     |

## Personajes célebres
- Albin Haller